# Яффский договор (1192)
Яффский договор, иногда Договор Рамла а также договор 1192 года - перемирие, заключённое во время крестовых походов. Подписан 1 или 2 сентября 1192 г. между мусульманским правителем Саладином и Ричардом Львиное Сердце, королём Англии, после битвы при Яффе.
Договор был заключен при поддержке Балиана Ибелина и служил гарантией трёхлетнего перемирия между обеими сторонами. Этим договором окончился период Третьего крестового похода.

## Положения
Договор в основном касался статуса Иерусалима и право на паломничества христиан, а также затрагивал вопрос суверенитета государства крестоносцев на Святой Земле. В первую очередь, он гарантировал безопасный проход христианам и мусульманам через Палестину при условии, что Иерусалим останется под исламским контролем. Взамен предоставлялась свобода для христианского паломничества.
Во второй части договора заявлялось, что христиане будут удерживать побережье от Тира до Яффы, тем самым уменьшив Иерусалимское королевство, почти все земли которого и так были утрачены с момента битвы при Хаттине. Взамен крестоносцы получили контроль над более ценной и политически важной прибрежной полосой.
Укрепления Аскалона должны были быть разрушены, а сам город возвращен Саладину. 
Были освобождены пленники и в их числе рыцарь Гийом де Прео, благодаря которому избежал плена Ричард во время одной из стычек с мусульманами.
Саладин и Ричард не хотели подписывать соглашение, тем не менее, у них не было иного выхода. Исламский правитель был ослаблен трудностями и военными расходами. В то же время, королю Ричарду приходилось бороться с угрозами распада Английского Королевства на родине.
Ричард Львиное Сердце покинул Акру 9 октября 1192 года. 

## Ранние попытки заключения договора
После осады Акры король Ричард и Саладин несколько раз обсуждали возможность завершения Третьего крестового похода. Предложение в основном содержало аргументы о религиозной собственности и заявление о прав на владение Иерусалимом. Ни одна из этих попыток не привела к перемирию.

## Отличие от договора 1229 года
В 1229 году был подписан подобный договор, состоящий из двух частей: одна подписана в Телль-Аджуле, другая в Яффе, что, в свою очередь, положило конец Шестому крестовому походу. Договоры «Телль-Аджула и Яффы» урегулировали территориальные споры между правителями Айюбидов Египта, Сирии и между мелким княжествами Святой Земли, что также позволило султану Аль-Камилю заключить дипломатическую сделку с лидером Шестого крестового похода, императором Фридрихом II.